# Église Saint-Ouen de Monteille
Pour les articles homonymes, voir Église Saint-Ouen.
L'église Saint-Ouen de Monteille est une église catholique située à Monteille, dans le département  du Calvados, en France. 

## Localisation
L'église est située dans le petit bourg de Monteille, intégré à la commune Mézidon Vallée d'Auge  depuis le 1er janvier 2017 et dont le chef-lieu est à Mézidon-Canon.

## Historique
L'édifice date du XIIe siècle. Les ouvertures font l'objet de modifications et appartiennent au style flamboyant, sans doute remaniées au XVe.
Le porche en bois est supprimé au XVIIIe et remplacé alors par une tour.
L'édifice est inscrit au titre des Monuments historiques depuis le 9 septembre 1933.
L'église a fait l'objet d'une restauration menée par la commune et une association, fondée en 2005, avec l'aide de la Fondation du Patrimoine, également épaulée par une mobilisation du département et de la réserve parlementaire. La commune a réglé 20 % de la somme finale de 200 000 € consacrée au drainage, à l'assainissement et à la restauration de certains éléments mobiliers.

## Architecture
Selon Arcisse de Caumont « l'église de Mouteilles [sic] plait par son ensemble et ses proportions modestes, mais harmonieuses ».
L'édifice conserve de beaux éléments romans, ainsi de beaux modillons sculptés. Arcisse de Caumont indiquait qu'une ouverture appartenait encore au style originel.
La nef et le chœur ont la même largeur.
La tour est couronnée par un toit pyramidal octogonal. Arcisse de Caumont note un portail récent précédé d'un porche en bois pourvu de traces d'une litre funéraire. Il note également dans la nef une voûte en bois « parfaitement conservée et d'une grande élégance » menacée par un projet de voûte en plâtre, « acte de vandalisme et de mauvais goût ».
Arcisse de Caumont note la présence d'un autel moderne et de deux autres autels de part et d'autre de l'arc triomphal. Le maître-autel est datée du XVIIIe et comporte un tableau de l'Ascension. Un des autels latéraux comporte une représentation de l'Annonciation.
La voûte de la nef conserve des caissons peints.
L'édifice abrite des statues du XIXe et une représentation de saint Ouen datée du XVe.